# ФК Бредфорд Сити
ФК Бредфорд Сити (енгл. Bradford City Association Football Club) енглески је професионални фудбалски клуб из Бредфорда, Западни Јоркшир. Клуб тренутно наступа у Другој фудбалској лиги, четвртом рангу фудбалских такмичења у Енглеској.
Дом фудбалера Бредфорд Ситија је стадион Вели Перејд, који има капацитет од 25.136 седећих места. Вели Перејд је познат, између осталог, и по пожару који се десио 11. маја 1985, када је страдало 56 навијача. Највећи ривали су му два клуба из Западног Јоркшира, Лидс јунајтед и Хадерсфилд Таун.

## Историја
Клуб је основан 1903. и одмах је примљен у Другу дивизију Фудбалске лиге. Уследио је пласман у највиши ранг, након што су у сезони 1907/08. постали прваци Друге дивизије. Године 1911. освојили су трофеј ФА купа, пошто су у финалу савладали Њукасл јунајтед, прва утакмица је завршена резултатом 0:0, а у поновљеној утакмици Бредфорд је победио са 1:0 голом Џимија Спирса.
Бредфорд је испао из Прве дивизије 1922, у којој је провео десет сезона, а већ 1927. испао је у Трећу дивизију. У сезони 1928/29. као првак Северне треће дивизије се вратио у Другу дивизију. Наредних осам сезона је играо у Другој дивизији, пре него што је 1937. испао у нижи ранг. У Трећој дивизији је остао све до 1961, када је испао у новоосновану Четврту дивизију. Обезбедили су повратак у Трећу дивизију 1969. и 1977, али су испадали 1972. и 1978. године.
Под вођством прво Роја Макфарланда, затим и Тревора Черија, имали су успеха 1980-их, прво су 1982. обезбедили пласман у Трећу дивизију, да би 1985. освојили титулу Треће дивизије и тако се након скоро 50 година вратили у Другу дивизију. Ипак тај успех Бредфорд Ситија засенила је велика трагедија, пошто је у последњој утакмици сезоне на Вели Перејду избио пожар у којем је страдало 56 навијача и 265 повређено. Из Друге дивизије су испали 1990. године.
Бредфорд је кроз плеј оф 1996. обезбедио повратак у други ранг, да би већ у сезони 1998/99. остварио пласман у Премијер лигу, чиме се вратио у највиши ранг након 77-годишњег одсуства. Године 2000. по први пут је учествовао у неком европском такмичењу, стигао је до полуфинала Интертото купа, где је поражен од Зенита, ипак сезону у Премијер лиги су завршили на последњем месту и тако испали.
Уследио је низ финансијских криза па је Бредфорд за кратко време два пута испадао, 2004. и 2007, тако да се вратио у четврти ранг. Под вођством Фила Паркинсона имали су успеха, 2013. су по први пут у клупској историји играли финале Лига купа Енглеске, али су на Вемблију пред 82 хиљаде гледалаца поражени од Свонзи Ситија са 5:0. Исте сезоне су кроз плеј оф обезбедили пласман у виши ранг, Прву фудбалску лигу. У сезонама 2015/16. и 2016/17. играли су плеј оф за пласман у Чемпионшип, али их је оба пута избацио Милвол, прве сезоне у полуфиналу, а друге у финалу. Бредфорд је 2019, након шест узастопних сезона у трећем рангу, испао у Другу фудбалску лигу.

## Успеси

### Лига
- Друга дивизија (тренутно Чемпионшип)

Прваци (1): 1907/08.
Другопласирани (1): 1998/99.
- Трећа дивизија (тренутно Прва фудбалска лига)

Прваци (1): 1984/85.
Победници плеј офа (1): 1995/96.
- Четврта дивизија (тренутно Друга фудбалска лига)

Другопласирани (1): 1981/82.
Пласман у виши ранг (2): 1968/69., 1976/77.
Победници плеј офа (1): 2012/13.
- Северна трећа дивизија

Прваци (1): 1928/29.

### Куп
- ФА куп

Освајач (1): 1910/11.
- Лига куп Енглеске

Финалиста (1): 2012/13.
- Куп Северне треће дивизије Фудбалске лиге Енглеске

Освајач (1): 1939.
Финалиста (1): 1938.
- Челенџ куп Округа Вест Рајдинг

Освајач: 1906, 1907, 1908, 1909. 

## Бредфорд Сити у европским такмичењима
| Сезона | Такмичење     | Коло       | Држава    | Клуб                  | Дом. | Гост | Укупно | Укупно |
| ------ | ------------- | ---------- | --------- | --------------------- | ---- | ---- | ------ | ------ |
| 2000.  | Интертото куп | 2. коло    | Литванија | Атлантас              | 4:1  | 3:1  | 7:2    |        |
| 2000.  | Интертото куп | 3. коло    | Холандија | РКЦ Валвејк           | 2:0  | 1:0  | 3:0    |        |
| 2000.  | Интертото куп | полуфинале | Русија    | Зенит Санкт Петербург | 0:3  | 0:1  | 0:4    |        |